# Christopher Walker-Hebborn
Christopher James Walker-Hebborn (Londres, 1 de julio de 1990) es un deportista británico que compitió en natación, especialista en el estilo espalda.
Participó en dos Juegos Olímpicos de Verano, en los años 2012 y 2016, obteniendo una medalla de plata en Río de Janeiro 2016, en la prueba de 4 × 100 m estilos.
Ganó dos medallas en el Campeonato Mundial de Natación, oro en 2015 y plata en 2017, y una medalla de plata en el Campeonato Mundial de Natación en Piscina Corta de 2014.
Además, obtuvo seis medallas en el Campeonato Europeo de Natación, en los años 2014 y 2016, y tres medallas en el Campeonato Europeo de Natación en Piscina Corta, en los años 2013 y 2015.

## Palmarés internacional
| Juegos Olímpicos                    | Juegos Olímpicos        | Juegos Olímpicos  | Juegos Olímpicos        |
| Año                                 | Lugar                   | Medalla           | Prueba                  |
| ----------------------------------- | ----------------------- | ----------------- | ----------------------- |
| 2016                                | Río de Janeiro (Brasil) | Medalla de plata  | 4 × 100 m estilos       |
| Campeonato Mundial                  |                         |                   |                         |
| Año                                 | Lugar                   | Medalla           | Prueba                  |
| 2015                                | Kazán (Rusia)           | Medalla de oro    | 4 × 100 m estilos mixto |
| 2017                                | Budapest (Hungría)      | Medalla de plata  | 4 × 100 m estilos       |
| Campeonato Mundial en Piscina Corta |                         |                   |                         |
| Año                                 | Lugar                   | Medalla           | Prueba                  |
| 2014                                | Doha (Catar)            | Medalla de plata  | 4 × 50 m estilos mixto  |
| Campeonato Europeo                  |                         |                   |                         |
| Año                                 | Lugar                   | Medalla           | Prueba                  |
| 2014                                | Berlín (Alemania)       | Medalla de oro    | 100 m espalda           |
| 2014                                | Berlín (Alemania)       | Medalla de oro    | 4 × 100 m estilos       |
| 2014                                | Berlín (Alemania)       | Medalla de oro    | 4 × 100 m estilos mixto |
| 2014                                | Berlín (Alemania)       | Medalla de bronce | 50 m espalda            |
| 2016                                | Londres (Reino Unido)   | Medalla de oro    | 4 × 100 m estilos       |
| 2016                                | Londres (Reino Unido)   | Medalla de oro    | 4 × 100 m estilos mixto |
| Campeonato Europeo en Piscina Corta |                         |                   |                         |
| Año                                 | Lugar                   | Medalla           | Prueba                  |
| 2013                                | Herning (Dinamarca)     | Medalla de bronce | 100 m espalda           |
| 2015                                | Netanya (Israel)        | Medalla de plata  | 50 m espalda            |
| 2015                                | Netanya (Israel)        | Medalla de bronce | 100 m espalda           |